# Katharina Wolff

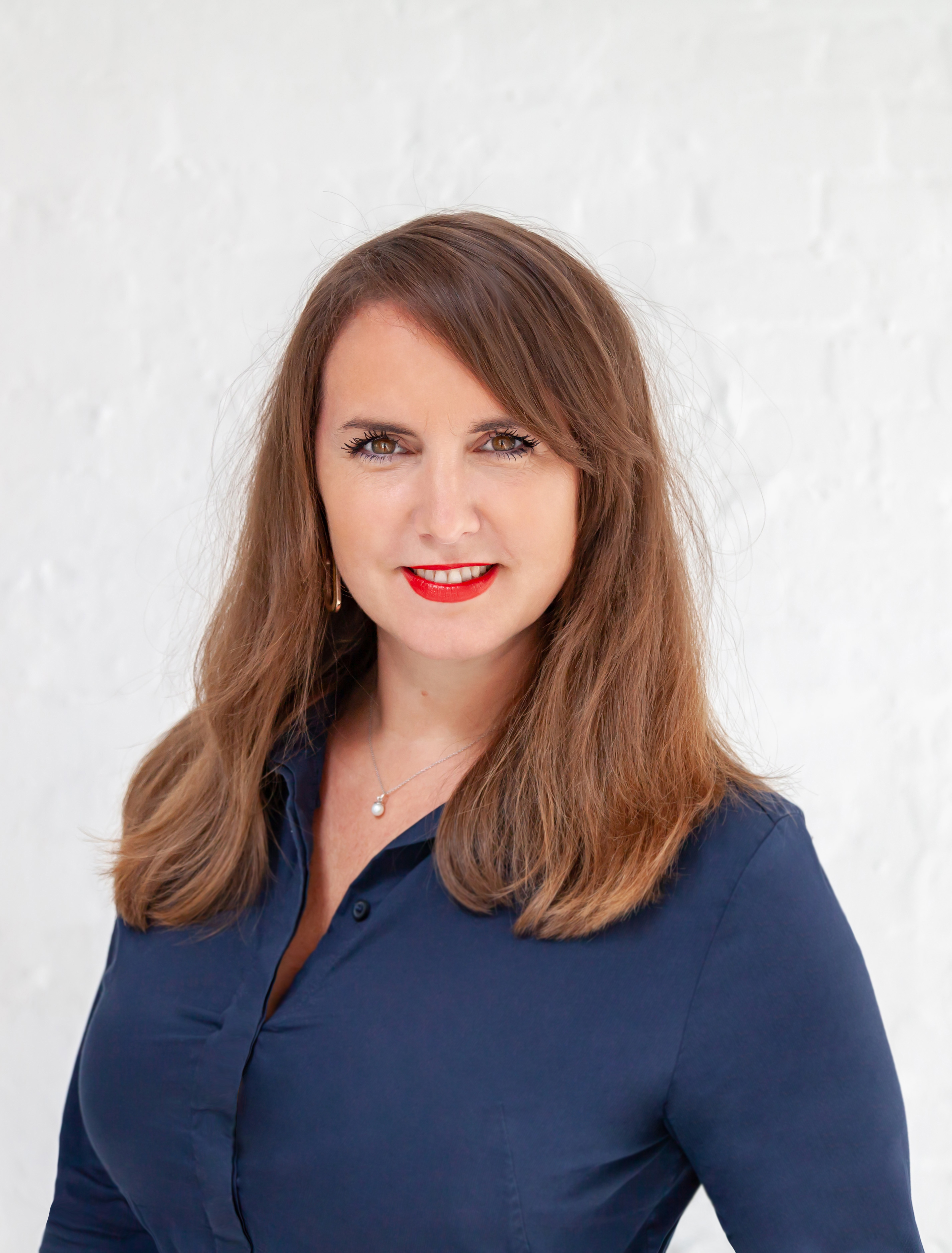
Katharina Wolff (2020)

Katharina Wolff (* 30. November 1983 in Hamburg) ist eine deutsche Politikerin (CDU), Unternehmerin und Sängerin. Sie war von 2011 bis 2015 Mitglied der Hamburgischen Bürgerschaft.

## Leben
Katharina Wolff ist die Tochter des Sängers und Schauspielers Rüdiger Wolff und der Ernährungsmedizinerin Dörten Wolff. Sie legte 2003 am Wilhelm-Gymnasium in Hamburg das Abitur ab und studierte danach an der Universität Hamburg Rechtswissenschaften.
2009 schloss Wolff ihr Studium als Diplom-Juristin ab. Während ihres Studiums war sie auch als Personalberaterin und als Sängerin tätig. Ihren ersten Auftritt hatte sie an der Seite ihres Vaters im NDR-Fernsehen im Alter von 14 Jahren. Weitere folgten u. a. in Sendungen wie Aktuelle Schaubude, Das Lied zum Glück, Willkommen bei Carmen Nebel, Immer wieder Sonntags oder Fernsehgarten.
Wolff leitet seit über 10 Jahren die Personalberatung "D-Level" für Führungspositionen in der digitalen Wirtschaft. Zusätzlich erschuf sie Ende 2020 mit dem Strive Magazine das erste Wirtschaftsmagazin aus Frauenperspektive. 
Wolff lebt im Stadtteil Harvestehude in Hamburg. Sie ist selbständig und als Gesellschafterin an Internet-Startups beteiligt. Seit 2018 produziert sie einen Podcast, in dem es um die Zusammenstellung von bestmöglichen Arbeitsteams geht.

## Politik
Wolff trat 2006 in die Junge Union und CDU Hamburg ein und engagierte sich dort als Bezirksvorsitzende des JU Bezirksverbandes Harvestehude/Rotherbaum sowie als Orts- und Kreisvorstandsmitglied der CDU Eimsbüttel.
Von 2010 bis 2014 war sie Beisitzerin im Bundesvorstand der Jungen Union Deutschlands und dort Mittelstandspolitische und Kulturpolitische Sprecherin.
Als Spitzenkandidatin der CDU für die Hamburgische Bürgerschaft ihres Wahlkreises Rotherbaum – Harvestehude – Eimsbüttel-Ost wurde sie 2011 bei den Wahlen zur Bürgerschaft in Hamburg in die Bürgerschaft gewählt. Für die CDU-Fraktion übernahm sie zuerst die Aufgabe der sozialpolitischen Sprecherin, später folgte der netzpolitische Bereich rund um das Thema Startups und Internet. Im Mai 2014 kündigte sie an, dass sie bei der Bürgerschaftswahl 2015 nicht mehr kandidiere und sich vorerst aus der Politik zurückziehe.
Im September des gleichen Jahres betrieb Wolff während einer Debatte zur Flüchtlingsunterbringung im Plenarsaal derart ausgiebiges Online-Shopping, dass dies von Besuchern bemerkt wurde und Bürgerschaftspräsidentin Veit zum grundsätzlichen Verhalten von Abgeordneten in der Öffentlichkeit Stellung nahm.

## Bücher
- Mit Dörten Wolff: Die revolutionäre Impuls-Diät: Schlank werden mit Appetit. Ed. Wolff / Iffi Institut 2012, ISBN 978-3-9809994-2-7.
- Selbstverständlich Frau: Emanzipation war gestern, heute geht es um Selbstbestimmung.  F. A. Herbig 2014, ISBN 978-3-7766-2733-6.

## Diskographie
Katharina und Rüdiger Wolff
- Wenn Du gehst (Wolff/Ramond, 2001)
- Bis wir uns wiederseh'n (Ganser & Hanke Media, 2001)
- Tu's aus Liebe (Ganser & Hanke Media, 2002)
- Mit Dir zusammen (Lacrima Records, 2005)
- Liebe gibt (MCP Sound & Media, 2007)
- Es muss Liebe sein (MCP Sound & Media, 2007)
- Ein neuer Morgen (MCP Sound & Media, 2008)
- Jetzt oder nie (MCP Sound & Media, 2008)